# 도키아리우 수도원

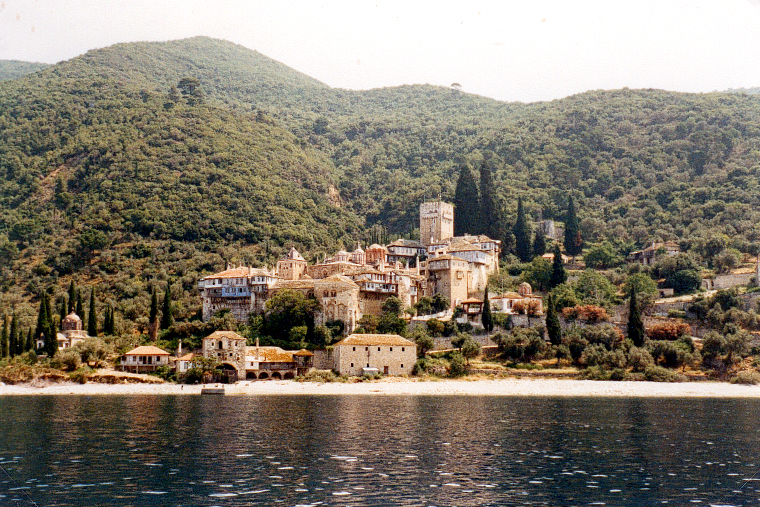
도키아리우 수도원

도키아리우 수도원(그리스어: Μονή Δοχειαρίου)은 그리스 아토스산 수도원 주에 있는 동방정교회 수도원이다. 이 수도원은 10세기에 설립 되었으며, 대천사 미카엘과 가브리엘의 기억에 봉헌되었다. 이 수도원은 주보성인의 축일을 11월 8일(그레고리력으로 11월 21일)에 기념한다. 이 수도원에는 동정 "고르고이피코오스" 또는 "빨리 듣는 그녀"의 이콘이 보관되어 있다. 이 수도원은 아토니테 수도원들의 서열체계에서 열 번째에 위치해 있다. 이 곳의 도서관은 545 권의 필사본들, 61 권의 양피지로 된 필사본들 그리고 5,000 권의 인쇄된 책들을 보유하고 있다. 오늘날 도케이아리우에는 약 30명의 현직 수사들이 있다.